# 怪盗 (曲)
「怪盗」（かいとう）は、日本のバンド・back numberの楽曲。配信限定シングルとして2021年5月24日にリリースされた。日本テレビ系水曜ドラマ「恋はDeepに」の主題歌に起用された。。
楽曲はリリース21週目にストリーミング累計1億回再生を達成している。

## 背景
2021年3月30日、back numberが同年4月14日より放送される日本テレビ系水曜ドラマ「恋はDeepに」の主題歌を担当することが発表された。5月10日には、楽曲が同月24日にリリースされることも決定し、発表と同時にback numberのInstagram公式アカウントも開設された。そしてリリース2日前の5月22日には、本楽曲のミュージックビデオが午後8時にYouTubeにてプレミア公開された。MVは全編ストーリー仕立ての映像作品になっており、「non-no」専属モデルの鈴木ゆうかが主人公を演じている。

## 制作
清水依与吏は、ドラマの台本を読んだうえで本楽曲を制作した。小林武史がプロデューサーを務めた。清水は楽曲について「自分達がどんなバンドかは一旦置いて、何よりもこの物語の横で生まれてきた楽曲がどんな顔をしていてどんな服が似合うのかそれだけをとにかく考える、本来back numberが大事に重ねてきた作業にもう一度立ち返れたように感じています」とコメントしている。

## 受賞
- J-WAVE SPECIAL MUSIC FUN! AWARDS 2021[注 1]「Best of Introduction　最優秀イントロ賞」（2021年）[10]。

## チャート成績
本楽曲は、リリース初週に52,558ダウンロードを売り上げ、2021年6月2日公開（集計期間：2021年5月24日～5月30日）の「Billboard Japan Download Songs」にて初登場1位を獲得した。back numberが、同チャートで首位を獲得するのは2019年に「HAPPY BIRTHDAY」で通算6週1位を記録して以来となる。そのほかにも、ストリーミング4位、ラジオ6位、動画再生7位を記録、総合ソング・チャート「Japan Hot 100」で3位に初登場した。
リリース21週目となる2021年10月20日公開のビルボード・ジャパンチャートにて本楽曲は、ストリーミング累計再生回数が1億回を突破した。

### 認定と売上
|                                | 認定 (RIAJ) | 売上/再生回数      |
| ------------------------------ | ----------- | ------------------ |
| ダウンロード                   | ゴールド    | 149,000 DL         |
| ストリーミング                 | ゴールド    | 100,000,000 回再生 |
| *認定のみに基づく売上/再生回数 |             |                    |

## テレビ披露
| 番組名                                                     | 日付          | 放送局 | 出典   |
| ---------------------------------------------------------- | ------------- | ------ | ------ |
| 『CDTVライブ!ライブ!』4時間スペシャル「back numberフェス」 | 2021年10月4日 | TBS系  | [ 15 ] |